# Threshold Test Ban Treaty
Der Vertrag über die Begrenzung von unterirdischen Kernwaffentests ist ein Vertrag zwischen den Vereinigten Staaten von Amerika und der Union der Sozialistischen Sowjetrepubliken zur Limitierung von Kernwaffentests. Die Englische Originalbezeichnung lautet englisch Treaty on the Limitation of Underground Nuclear Weapon Tests bzw. englisch Threshold Test Ban Treaty (TTBT).
Andere Bezeichnungen sind auch Schwellenwertvertrag oder Schwellenvertrag oder Schwellenwert-Teststoppabkommen oder Testschwellenvertrag.

## Geschichte

### Vorgänger
Dem TTBT-Vertrag ging der Vertrag über das Verbot von Kernwaffenversuchen in der Atmosphäre, im Weltraum und unter Wasser, viz. Limited Test Ban Treaty (LTBT), von 1963 voraus, welcher bereits oberirdische bzw. Kernwaffentests in der Atmosphäre verbietet. Zudem wurde 1967 der englisch Outer Space Treaty (OST) ‚Weltraumvertrag‘ eingerichtet und 1968 der heute noch wichtige Nichtverbreitungsvertrag (NVV).

### Schwellenwert-Teststoppabkommen
Der TTBT-Vertrag wurde im Juli 1974 in Moskau auf einem Gipfeltreffen unterzeichnet. Er wurde erst 1976 an den Senat der Vereinigten Staaten zur Begutachtung und Ratifizierung geschickt, aber nachfolgend nicht ratifiziert. Dennoch gaben 1976 beide Staaten bekannt, die Obergrenze von 150 kT unabhängig von der Ratifizierung einhalten zu wollen. Im November 1987 begannen die USA und die UdSSR mit Verhandlungen über neue Protokolle für Verifikationsregeln, welche die Originalprotokolle des Vertrages ersetzen sollten. 

### Inkrafttreten
Am 11. Dezember 1990 trat der Vertrag zwischen beiden Staaten schließlich in Kraft. Zudem trat 1990 der englisch Peaceful Nuclear Explosions Treaty (PNE) ‚Vertrag über friedliche Nuklearexplosionen‘ in Kraft.

## Zweck
Der Vertrag verbietet unterirdische Kernwaffenversuche mit mehr als 150 kT Sprengkraft, d. h. 150 × 1000 × 1000 × 1 kg TNT äquivalenter Sprengkraft oder 150 Mio. kg TNT.
Der TTBT-Vertrag schließt ein Protokoll über den Austausch technischer Daten über Experimente und Waffen sowie der Limitierung von Tests auf bestimmte Testgebiete mit ein. Für diese Testgebiete wurden sowohl geographische als auch geologische Daten ausgetauscht, um die Einhaltung des Vertrages überprüfen zu können. Weiterhin untersagt der Vertrag unterirdische Tests, bei welchen radioaktiv kontaminiertes Material über die Landesgrenzen hinaus gelangen könnte.
Der Schwellenwert von 150 kT ist insofern von Bedeutung, als zu diesem Zeitpunkt bereits thermonukleare Sprengköpfe im Megatonnenbereich entwickelt, produziert und getestet wurden. Der Grenzwert bremste bewusst die weitere Entwicklung zum damaligen Zeitpunkt. Die USA testeten zum damaligen Zeitpunkt unter der Erde auf der Nevada Test Site (NTS) und Russland z. B. auf Semipalatinsk Test Site (STS)
Ein vollständiges Testverbot wird durch den Kernwaffenteststopp-Vertrag (CTBT) von 1996 gefordert.

## Konformität und Verifikation
Zur Überprüfung des TTBT haben sich Seismologen und Experten aus den USA und Russland auf ein Messkonzept verständigt. Untergrund-Nuklearexplosionen sind z. B. mittels seismische Wellen detektierbar. Eine gängige Messgröße ist die Primärwelle bzw. die Stärke der seismischen Quelle {\displaystyle m_{b}}.
Für die Nevada Test Site (NTS) lässt sich z. B. finden
{\displaystyle m_{b}^{NTS}=0,86\cdot logW+3,87}
wobei {\displaystyle W} die Energieausbeute des Kernsprengkopfs in Kilotonnen (kT) ist.
Für die Semipalatinsk Test Site (STS) findet sich
{\displaystyle m_{b}^{STS}=0,77\cdot logW+4,45}
Für den TTBT-Schwellwert von 150 kT finden sich die folgenden durchschnittlichen Stärken:
- NTS: {\displaystyle \approx 5,74}
- STS: {\displaystyle \approx 6,12}

Die Grundlage der Konformität bilden diese und andere Werte und Techniken.
Das US-amerikanische Bureau of Arms Control, Verification and Compliance berichtete in dem Jahr 2021, dass die Verträge LTBT, TTBT und PNE eingehalten werden.